# رفتار سازگار (بوم‌شناسی)
در بوم‌شناسی رفتاری، رفتار سازگار (به انگلیسی: Adaptive behavior) به هر رفتاری گفته می‌شود که به‌طور مستقیم یا غیرمستقیم به موفقیت باروری فرد کمک می‌کند و بنابراین در معرض نیروهای انتخاب طبیعی قرار می‌گیرد. به عنوان مثال می‌توان به طرفداری از خویشاوندان در رفتارهای نوع‌دوستانه، انتخاب جنسی مناسب‌ترین همسر، و دفاع از قلمرو یا حرمسرا در برابر رقیبان اشاره کرد.
برعکس، رفتار ناسازگار، هر رفتاری است که برای بقا یا موفقیت باروری فرد زیان‌بار باشد. مثال‌ها ممکن است شامل رفتارهای نوع‌دوستانه‌ای باشد که به سود خویشاوندان نیست، پذیرش جوانان غیرمرتبط، و زیردستان در سلسله‌مراتب چیرگی.
سازگاری‌ها معمولاً به عنوان راه‌حل‌های تکامل‌یافته برای مشکلات زیست‌محیطی مکرر بقا و تولیدمثل تعریف می‌شوند. تفاوت‌های فردی معمولاً از طریق رفتار سازگاری ارثی و غیرقابل توارث ایجاد می‌شوند. ثابت شده‌است که هر دو در فرگشت رفتارهای سازگاری گونه‌ها تأثیرگذار هستند، اگرچه سازگاری غیرقابل توارث همچنان موضوعی بحث‌برانگیز است.